# Rêves de France à Marseille
Pour plus de détails, voir Fiche technique et Distribution.
Rêves de France à Marseille est un documentaire français réalisé par Jean-Louis Comolli et Michel Samson, sorti en 2003.

## Fiche technique
- Titre : Rêves de France à Marseille
- Réalisation : Jean-Louis Comolli et Michel Samson
- Photographie : Jean-Louis Porte
- Montage : Jean-Louis Comolli et Ginette Lavigne
- Musique : André Jaume
- Son : Jean-François Priester
- Mixage : Franck Camino
- Production : 13 Productions - CNC - Conseil régional de Provence-Alpes-Côte d'Azur
- Pays de production :  France
- Distribution : Pierre Grise Distribution
- Durée : 105 minutes
- Date de sortie  : France - 26 novembre 2003

## Distribution
- Michel Samson
- Salah Bariki
- Rebia Benarioua
- Samia Ghali
- Jean-Noël Guérini
- Nordine Haggoug
- Zoubida Meguenni
- Patrick Mennucci
- Tahar Rahmani
- Philippe Sanmarco